# Porte d'Anvers

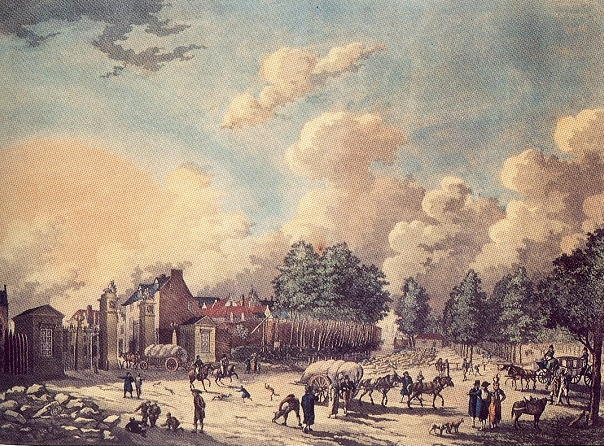
La porte Napoléon vers 1810

La porte d'Anvers (en néerlandais : Antwerpsepoort) est une ancienne porte de Bruxelles située sur la petite ceinture, sur le tracé de la seconde enceinte de la ville. Elle est la première des portes d'octroi, percées au début du XIXe siècle, en complément des anciennes portes médiévales, au travers des anciens remparts progressivement démantelés.
Jusqu'alors, pour passer de la rue de Laeken à la chaussée de Laeken (aujourd'hui chaussée d'Anvers), il était nécessaire d'effectuer un détour en U vers l'Est pour franchir l'enceinte à la porte de Laeken, et de revenir ensuite sur ses pas de l’autre côté de la muraille et du fossé inondé qui la bordait.
C’est par le nouveau passage ménagé dans l’enceinte que Napoléon Bonaparte fait son entrée dans Bruxelles en 1804, passant sous une arche provisoire, raison pour laquelle la porte prendra  en 1807, le nom de porte Napoléon. Elle comporte deux pavillons d’octroi destinés au payement des taxes grevant les marchandises qui entrent en ville.
En 1816, après la défaite française, il n’est plus question de conserver ce nom. Le tronçon de muraille et son fossé ont laissé place au premier boulevard de ceinture, auquel on donne le nom du nouveau souverain, Guillaume Ier des Pays-Bas. Le passage vers la ville, devenue lui aussi porte Guillaume, prend de l’importance, devenant non seulement l’accès direct depuis le Royaume des Pays-Bas, mais aussi le passage vers la promenade champêtre de l'Allée verte, très prisée de la bonne société de l’époque. Les pavillons d’octroi sont déplacés à la nouvelle porte de Ninove, et on érige en 1819 une arche monumentale dessinée par l'architecte Tilman-François Suys.
En 1830 la Belgique devenue indépendante, boulevard et porte prennent le nom de la ville d’Anvers. En 1835, la première gare de chemin de fer de la ville est construite à l'Allée verte, non loin de la porte. L’arche est démolie en 1838 et remplacée par une simple guérite, restée en place jusqu’en 1860, année de l’abolition de l’octroi. L’endroit devenu simple carrefour, conserve aujourd'hui son appellation de porte d’Anvers.

## Accès
| ___ | Ce site est desservi par la station de métro : Yser. |